# Sōtan Tanabe
Sōtan Tanabe (jap. 田邉 草民 Tanabe Sōtan; ur. 6 kwietnia 1990) – japoński piłkarz występujący na pozycji pomocnika. Obecnie występuje w F.C. Tokyo.

## Kariera klubowa
Od 2009 roku występował w klubach F.C. Tokyo i CE Sabadell.